# Manchioneal
Manchioneal är en ort i Jamaica.   Den ligger i parishen Parish of Portland, i den östra delen av landet, 50 km öster om huvudstaden Kingston. Manchioneal ligger 9 meter över havet och antalet invånare är 2 321. Den ligger på ön Jamaica.
Terrängen runt Manchioneal är varierad. Havet är nära Manchioneal åt nordost. Runt Manchioneal är det ganska tätbefolkat, med 129 invånare per kvadratkilometer. Närmaste större samhälle är Golden Grove, 12,3 km söder om Manchioneal. I omgivningarna runt Manchioneal växer i huvudsak städsegrön lövskog.